# Alose à l'étouffée
L'alose à l'étouffée (alausa a l'estofada ou alauso a l'estoufado), ou alose à l'avignonnaise (alausa a l'avinhonenca, alauso à l'avignounenco) est un mets typiquement avignonnais à base de poisson et d'oseille, cuit à l'étouffée.

## Pêche de l'alose

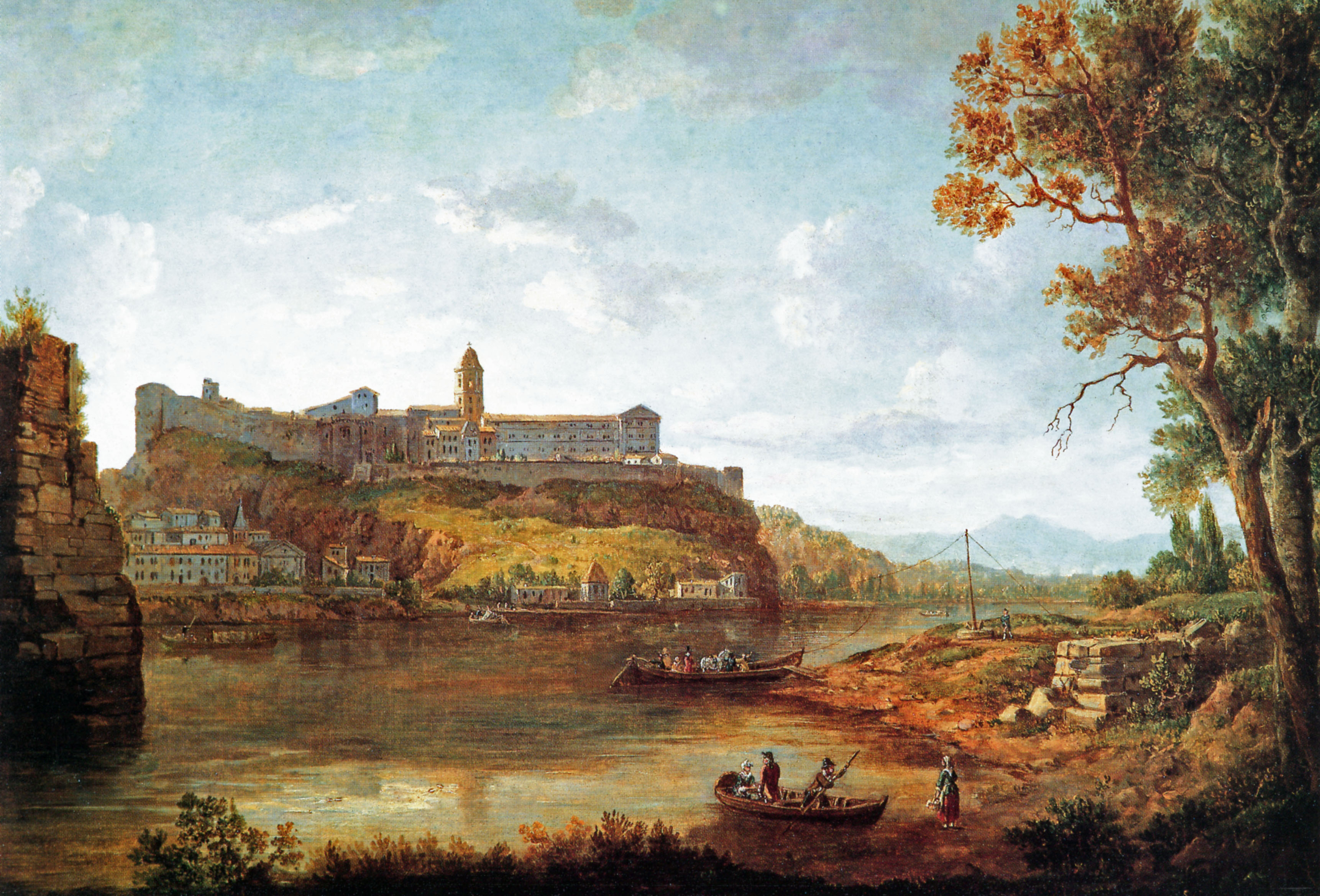
Pêche à l'alose sur les rives de la Barthelasse par William Marlow (1740-1813)

L'alose (Alosa alosa) est un poisson ressemblant à une très grosse sardine. Elle était pêchée dans le Rhône notamment à l'aide du vira-vira (ou vira-blanchard).
Cette grande roue, garnie de filets, était actionnée par le simple courant du Rhône et fixée à deux bateaux, face à la porte de la Ligne côté Barthelasse (ce bras du Rhône était alors le bras vif ; il est devenu le bras mort après les aménagements de la Compagnie nationale du Rhône). Il n'y avait qu'à chercher le poisson dans le fond d'un des deux bateaux. Le vira-vira, ainsi que l'« alose à l'oseille », sont connus dans de nombreuses communes des rives du Rhône et sont particulièrement liés à l'identité d'Avignon.

## Préparation

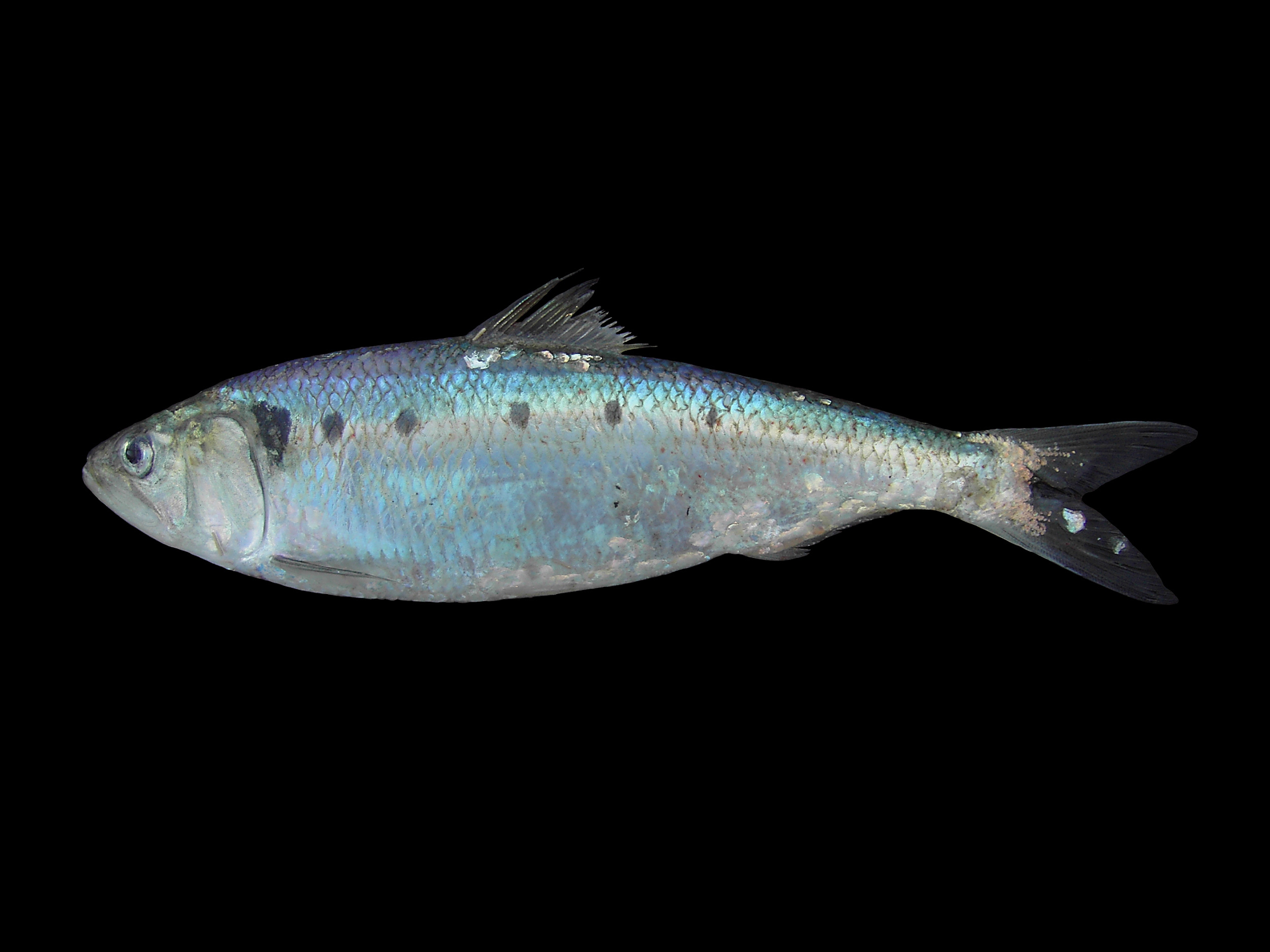
Alose

L'alose est cuite à l'étouffée (a l'estofada, a l'estofèia) — à court mouillement et couvert —, pendant de nombreuses heures, avec de l'oseille (Rumex acetosa), parfois des patiences (autres herbes du genre Rumex, appelées lapaç en provençal), et de l'alcool ou de l'eau-de-vie. Le mélange d'alcool et d'oseille fait « fondre » les arêtes du poisson, qui devient ainsi beaucoup plus facile à manger.

## Accord mets/vin
Un vin blanc des côtes-du-rhône villages Valréas, de saint-joseph, de crozes-hermitage, du ventoux ou encore un hermitage.

## Un mets rare
L'alose est devenue très rare sur les rives du Rhône, près d'Avignon, et a peut-être disparu, en raison de l'édification de barrages, notamment celui de Vallabrègues. De plus, la consommation de poissons du Rhône est maintenant interdite pour cause de pollution au PCB (polychlorobiphényle)[réf. nécessaire].